# Roger II de Laon
Roger II, mort en 942, fut comte de Laon de 926 à 931, abbé laïc de Saint-Amand, comte de Douai de 931 à 941, comte d'une partie du Perthois de l'Ornois, du Bassigny et du Bolenois jusqu'en 942. Il est fils de Roger Ier, comte de Laon, et d'Helvide.

## Biographie
Dès la mort de son père en 926, le comte Herbert II de Vermandois réclame le comté de Laon pour son fils. Le roi Raoul refuse et investit Roger II du comté de Laon. Mais en 928, Raoul doit céder Laon à Herbert, qui y construit une citadelle (cet édifice, identifiée au  château Gaillot, fut détruite en 1411 par le duc de Bourgogne, Jean sans Peur). Roger II, lésé de son comté, combat Herbert, qui fait raser son château de Mortagne. 
En 931, Hugues le Grand, duc des Francs, reprend la ville de Laon à Herbert qui reste cependant maître de sa citadelle jusqu'en 938. Hugues s'empare aussi du comté de Douai appartenant à Ernaud, un vassal d'Herbert, et le donne à Roger II en compensation de la perte de Laon. Le roi Raoul garde et rattache Laon, laquelle devient symbole de la puissance royale. 
En 941, Roger II reçoit les comtés de Bassigny et de de Bolenois en épousant la fille du comte Gozelon (ou Josselin) de Bassigny, il eut un fils :
- Hugues (mort le 25 août 961), comte de Bassigny et de Bolenois, inhumé à Saint-Remi de Reims.

Une étude lui donne comme épouse la fille d'Hugues de Chaumontois, qu'il aurait épousée vers 937. Elle serait une sœur d'Odelric (Odalric, Odolric), archevêque de Reims. De cette union seraient nés :
- Helvise, épouse possible[5] de Hugues de Blois, puis (vers 971) de[6] Hilduin de Montdidier (ou Ier de Ramerupt) ;

- Roger III de Porcien.